# Tifinag

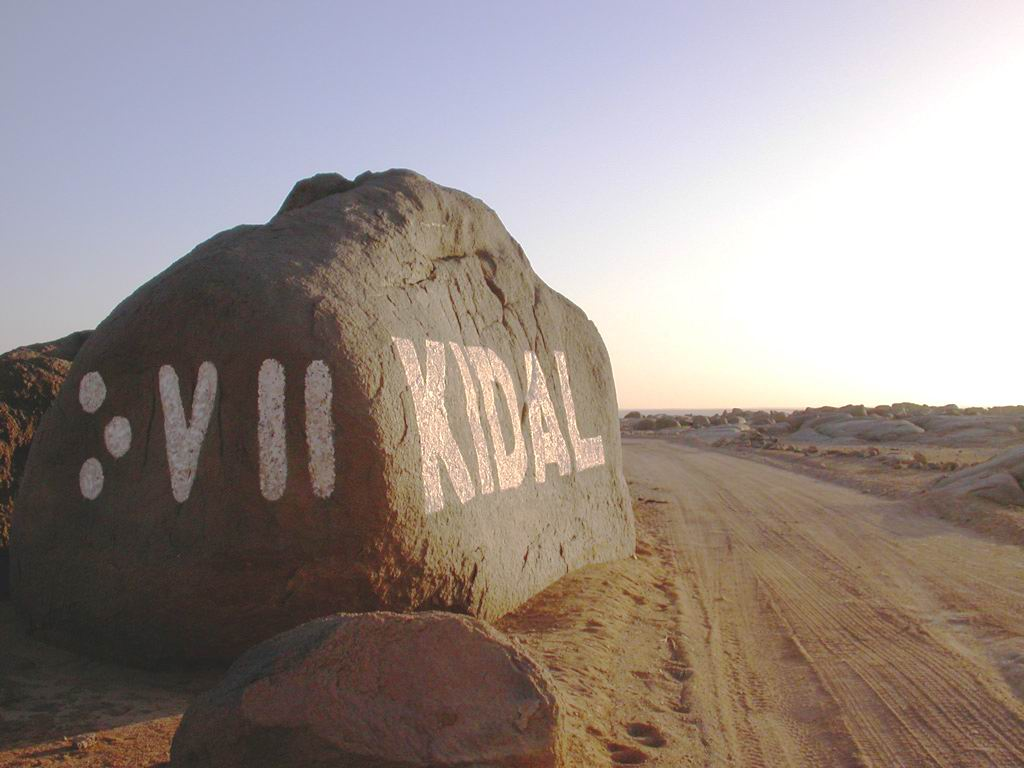
Entranda a Kidal. El nom del poble és escrit en el tifinag tradicional (ⴾⴸⵍ) i en alfabet llatí

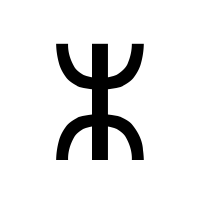
Lletra yaz de l'alfabet tifinag. Significa "home lliure", i és utilitzada per a reivindicar la identitat amaziga

El tifinag (ⵜⵉⴼⵉⵏⴰⵖ, en alfabet neotifinag; Tifinaɣ, en alfabet amazic llatí) és un alfabet emprat per a escriure en amazic, la llengua parlada pels tuaregs i els individus d'un grup ètnic que habita regions discontínues del nord d'Àfrica, des d'Egipte fins a l'oceà Atlàntic i des de la mar Mediterrània fins al sud del Sàhara. L'origen d'aquest alfabet és incert, probablement té arrels líbiques. No té ús extens pels amazics per a la comunicació diària, però sovint es fa servir per a expressar la identitat amaziga, simbòlicament i en la política.

## Escriptura
L'escriptura Tifinag s'escriu d'esquerra a dreta en línies horitzontals. Això és cert per a l'escriptura tifinag moderna utilitzada al Marroc, Algèria, Mali i Níger, així com per a l'escriptura tifinag tuareg. Els símbols antics de Tifinagh, però, de vegades s'escrivien verticalment. L'escriptura s'utilitza per escriure idiomes berbers, inclòs el tamazight, i és àmpliament utilitzat pels tuareg, malgrat les variacions regionals en el seu ús. Una versió estandarditzada de l'escriptura, coneguda com Neo-Tifinag, es va introduir al segle XX i ha estat l'únic sistema d'escriptura per a la transcripció de la llengua tamazight al Marroc des de 2003.

## Tifinag o neotifinag?
L'alfabet tifinag original, que té poques grafies i gairebé no té vocals, només el fan servir els tuaregs, l'únic poble amazic que ha conservat l'ús de l'alfabet libicoamazic antic. Descendeix d'un alfabet anterior anomenat de vegades líbic o alfabet libicoamazic, utilitzat per parlants de les llengües amazigues arreu del nord d'Àfrica i possiblement a les Illes Canàries fins a la darreria de l'Imperi Romà.
Els temps recents, les variants modernes n'han estat restaurades i adaptades a l'ús modern per intel·lectuals amazics. Així, doncs, tifinag en l'ús actual sol voler dir variants del neotifinag desenvolupades per l'Acadèmia Berber la dècada del 1960, escrites d'esquerra a dreta i amb vocals. No fa gaire que s'han dissenyat fonts per a ordinador personal (vegeu els enllaços a peu de pàgina).

## Història
Una forma més antiga de tifinag, de vegades anomenada alfabet líbic o libicoamazic, tingué més difusió entre els parlants de les llengües amazigues arreu del Nord d'Àfrica i a les Illes Canàries. Està documentat d'ençà el segle iii aC fins al segle iii. En tamazight, la paraula tifinag fa el plural en tafineqq. Vol dir les (lletres) fenícies, segons alguna opinió.
La paraula tifinag és un nom en femení plural que s'adapta com a forma masculina singular, d'acord amb l'ús habitual en català i en la resta de llengües veïnes. Es tracta d'un cas més de designacions que són plurals en la llengua de partida que s'adapten com a singulars en la llengua d'arribada: per exemple, tuareg, masculí singular en català, prové en realitat de l'àrab Tawareg, plural de Targi, i el singular català falàfel correspon al plural àrab falafil.

## Alfabet libicoamazic
- N'hi ha dues variants: oriental i occidental.
- La variant oriental es va fer servir on ara és Constantina, la regió d'Aures i Tunísia. És la variant més ben coneguda gràcies al descobriment d'algunes inscripcions numídies bilingües en líbic i púnic (sobretot, a Dougga, Tunísia). Se n'han desxifrat 22 de les 24 lletres que té.
- La variant occidental era més primitiva. Es va fer servir per tota la costa mediterrània des de la Cabília fins a les illes Canàries. Tenia 13 lletres més.
- L'alfabet libicoberber era de l'estil abjad pur i no tenia vocals.
- La geminació no s'escrivia.
- S'escrivia de dalt a baix, però també s'han descobert texts escrits de dreta a esquerra i fins i tot en uns altres ordres.

| Fenici | So  | Libicoberber oriental |
| ------ | --- | --------------------- |
| Aleph  | ʾ   |                       |
| Beth   | b   | Yab                   |
| Gimel  | g   | Yag                   |
| Daleth | d   | Yad                   |
| He     | h   | Yah                   |
| Waw    | w   | Yaw                   |
| Zayin  | z   | Yaz                   |
| Heth   | ḥ   | Yaḥ                   |
| Teth   | ṭ   | Yaṭ                   |
| Yodh   | y   | Yay                   |
| Kaph   | k   | Yak                   |
| Lamedh | l   | Yal                   |
| Mem    | m   | Yam                   |
| Nun    | n   | Yan                   |
| Samekh | s   | Yas                   |
| Ayin   | ɛ   |                       |
| Pe     | p,f | Yaf                   |
| Sade   | ṣ   | Yaṣ                   |
| Qoph   | q   | Yaq                   |
| Res    | r   | Yar                   |
| Sin    | š   | Yac                   |
| Taw    | t   | Yat                   |
|        | ẓ   | Yat                   |
|        | j   | Yaj                   |

## El tifinagh tradicional (tuareg)
Tradicionalment, el tifinag no escriu les vocals, exceptuant al final de la paraula. Però, darrerament, s'han fet algunes propostes per escriure-les. Per escriure les vocals, en algunes zones es posen els diacrítics de les vocals àrabs damunt de les lletres del tifinag.
La forma de les lletres canvia força arreu del territori on es fa servir el tifinag. Canvia la direcció de l'escriptura; és corrent escriure de dreta a esquerra, però les inscripcions líbiques més antigues generalment s'escrivien de baix a dalt, una orientació gens corrent. De vegades, l'alfabet es va fer servir per a escriure unes altres llengües veïnes, com el songhai tadgal.

## L'alfabet neotifinag

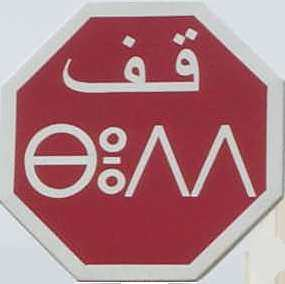
Senyal d'"Stop" bilingüe a Nador. (qif en àrab, bedd en Tarifit)

Un grup d'amaziguistes joves de la Cabília va fundar l'Académie berbère l'any 1965, que des del 1967 i fins a la seva dissolució el 1978 es va dir 'Agraw Imazighen'. Van presentar una nova versió de l'alfabet tinifag, anomenada actualment neotifinag, que s'escriu d'esquerra a dreta, transcriu les vocals i té més lletres. L'Académie berbère va publicar una sèrie de textos i revistes en aquest alfabet, que des d'aleshores s'ha fet popular dins el moviment de la Cabília, el JSK, el 'Mouvement culturel berbère', el 'Rally for Culture and Democracy', i s'ha escampat després a totes les zones on es parla amazic.
Salem Chaker, professor de l'INALCO, ha proposat un canvi en el neotifinag (Tafsut 1990#14). Hi ha hagut més propostes, de l'associació Afus Deg Wfus (Roubaix, França), la revista Tifinagh (Marroc), els creadors de programari Arabia Ware Benelux (Països Baixos) i la IRCAM marroquina.
Fins no fa gaire, es pot dir que no s'havien publicat llibres ni webs en aquest alfabet, perquè els activistes promouen l'alfabet llatí per als usos més seriosos; malgrat tot, el neotifinag és molt popular per als usos simbòlics i hi ha molts llibres i webs escrits en un alfabet diferent però amb logotips i títols en neotifinag. Al Marroc, però, el rei ha adoptat una posició «neutral» entre els partidaris de l'alfabet llatí i els de l'aràbic, adoptant l'alfabet neotifinag l'any 2003, amb la conseqüència que s'han començat a publicar llibres en aquest alfabet i s'ensenya en algunes escoles. Fora del Marroc, no té cap estatus d'oficialitat. Irònicament, l'estat marroquí havia empresonat gent per haver fet servir aquest alfabet, als anys 80 i 90.

## Taula del codi de l'alfabet neotifinag
Des de la versió 4.10 de la norma Unicode, els caràcters tifinag estan codificats des de la línia U+2D30 a la U+2D7F. Se n'han definit 55 lletres, però sabem que n'hi ha moltes més que no es troben en la norma Unicode. En ISO 15924, el codi Tfng s'ha assignat al neotifinag.
| Code   | +0   | +1   | +2   | +3   | +4   | +5   | +6   | +7   | +8   | +9   | +A   | +B   | +C   | +D   | +E   | +F   |
| ------ | ---- | ---- | ---- | ---- | ---- | ---- | ---- | ---- | ---- | ---- | ---- | ---- | ---- | ---- | ---- | ---- |
| U+2D30 | 2D30 | 2D31 | 2D32 | 2D33 | 2D34 | 2D35 | 2D36 | 2D37 | 2D38 | 2D39 | 2D3A | 2D3B | 2D3C | 2D3D | 2D3E | 2D3F |
| U+2D40 | 2D40 | 2D41 | 2D42 | 2D43 | 2D44 | 2D45 | 2D46 | 2D47 | 2D48 | 2D49 | 2D4A | 2D4B | 2D4C | 2D4D | 2D4E | 2D4F |
| U+2D50 | 2D50 | 2D51 | 2D52 | 2D53 | 2D54 | 2D55 | 2D56 | 2D57 | 2D58 | 2D59 | 2D5A | 2D5B | 2D5C | 2D5D | 2D5E | 2D5F |
| U+2D60 | 2D60 | 2D61 | 2D62 | 2D63 | 2D64 | 2D65 |      |      |      |      |      |      |      |      |      | ⵯ    |
| U+2D70 |      |      |      |      |      |      |      |      |      |      |      |      |      |      |      |      |

Vet ací les lletres i la seva transliteració:
| Color | Valor                        |
| ----- | ---------------------------- |
|       | Tifinag bàsic (IRCAM)        |
|       | Tifinag expandit (IRCAM)     |
|       | Altres lletres del tifinag   |
|       | Lletres del tuareg modern    |
|       | Aquesta casella no s'emprarà |

| Codi   | Lletra | Unicode | Transliteració | Transliteració | Nom                       |
| Codi   | Lletra | Unicode | Llatí          | Aràbic         | Nom                       |
| ------ | ------ | ------- | -------------- | -------------- | ------------------------- |
| U+2D30 | ⴰ      | ⴰ       | a              | ا              | ya                        |
| U+2D31 | ⴱ      | ⴱ       | b              | ب              | yab                       |
| U+2D32 | ⴲ      | ⴲ       | b              | ٻ              | yab fricativa             |
| U+2D33 | ⴳ      | ⴳ       | g              | گ              | yag                       |
| U+2D34 | ⴴ      | ⴴ       | g              | ڲ              | yag fricativa             |
| U+2D35 | ⴵ      | ⴵ       | dj             | ج              | yadj de l'Acadèmia Berber |
| U+2D36 | ⴶ      | ⴶ       | dj             | ج              | yadj                      |
| U+2D37 | ⴷ      | ⴷ       | d              | د              | yad                       |
| U+2D38 | ⴸ      | ⴸ       | d              | د              | yad fricativa             |
| U+2D39 | ⴹ      | ⴹ       | ḍ              | ض              | yaḍ                       |
| U+2D3A | ⴺ      | ⴺ       | ḍ              | ض              | yaḍ fricativa             |
| U+2D3B | ⴻ      | ⴻ       | e              | ه              | yey                       |
| U+2D3C | ⴼ      | ⴼ       | f              | ف              | yaf                       |
| U+2D3D | ⴽ      | ⴽ       | k              | ک              | yak                       |
| U+2D3E | ⴾ      | ⴾ       | k              | ک              | yak tuareg                |
| U+2D3F | ⴿ      | ⴿ       | k              | ک              | yak fricativa             |
| U+2D40 | ⵀ      | ⵀ       | h b            | ھ ب            | yah = yab tuareg          |
| U+2D41 | ⵁ      | ⵁ       | h              | ھ              | yah de l'Acadèmia Berber  |
| U+2D42 | ⵂ      | ⵂ       | h              | ھ              | yah tuareg                |
| U+2D43 | ⵃ      | ⵃ       | ḥ              | ح              | yaḥ                       |
| U+2D44 | ⵄ      | ⵄ       | ˤ (ε)          | ع              | yaε                       |
| U+2D45 | ⵅ      | ⵅ       | kh (x)         | خ              | yax                       |
| U+2D46 | ⵆ      | ⵆ       | kh (x)         | خ              | yax tuareg                |
| U+2D47 | ⵇ      | ⵇ       | q              | ق              | yaq                       |
| U+2D48 | ⵈ      | ⵈ       | q              | ق              | yaq tuareg                |
| U+2D49 | ⵉ      | ⵉ       | i              | ي              | yi                        |
| U+2D4A | ⵊ      | ⵊ       | j              | ج              | yaj                       |
| U+2D4B | ⵋ      | ⵋ       | j              | ج              | yaj d'Ahaggar             |
| U+2D4C | ⵌ      | ⵌ       | j              | ج              | yaj tuareg                |

| Code   | Lletra | Unicode | Transliteració | Transliteració | Nom                                                   |
| Code   | Lletra | Unicode | Llatí          | Aràbic         | Nom                                                   |
| ------ | ------ | ------- | -------------- | -------------- | ----------------------------------------------------- |
| U+2D4D | ⵍ      | ⵍ       | l              | ل              | yal                                                   |
| U+2D4E | ⵎ      | ⵎ       | m              | م              | yam                                                   |
| U+2D4F | ⵏ      | ⵏ       | n              | ن              | yan                                                   |
| U+2D50 | ⵐ      | ⵐ       | ny             | ني             | yagn tuareg                                           |
| U+2D51 | ⵑ      | ⵑ       | ng             | ڭ              | yang tuareg                                           |
| U+2D52 | ⵒ      | ⵒ       | p              | پ              | yap                                                   |
| U+2D53 | ⵓ      | ⵓ       | u w            | و ۉ            | yu = Tuareg yaw                                       |
| U+2D54 | ⵔ      | ⵔ       | r              | ر              | yar                                                   |
| U+2D55 | ⵕ      | ⵕ       | ṛ              | ڕ              | yaṛ                                                   |
| U+2D56 | ⵖ      | ⵖ       | gh (γ)         | غ              | yaγ                                                   |
| U+2D57 | ⵗ      | ⵗ       | gh (γ)         | غ              | yaγ tuareg                                            |
| U+2D58 | ⵘ      | ⵘ       | gh (γ) j       | غ ج            | Aïr yaγ = yaj d'Adrar                                 |
| U+2D59 | ⵙ      | ⵙ       | s              | س              | yas                                                   |
| U+2D5A | ⵚ      | ⵚ       | ṣ              | ص              | yaṣ                                                   |
| U+2D5B | ⵛ      | ⵛ       | sh (š)         | ش              | yaš                                                   |
| U+2D5C | ⵜ      | ⵜ       | t              | ت              | yat                                                   |
| U+2D5D | ⵝ      | ⵝ       | t              | ت              | yat fricativa                                         |
| U+2D5E | ⵞ      | ⵞ       | ch (tš)        | تش             | yatš                                                  |
| U+2D5F | ⵟ      | ⵟ       | ṭ              | ط              | yaṭ                                                   |
| U+2D60 | ⵠ      | ⵠ       | v              | ۋ              | yav                                                   |
| U+2D61 | ⵡ      | ⵡ       | w              | ۉ              | yaw                                                   |
| U+2D62 | ⵢ      | ⵢ       | y              | ي              | yay                                                   |
| U+2D63 | ⵣ      | ⵣ       | z              | ز              | yaz                                                   |
| U+2D64 | ⵤ      | ⵤ       | z              | ز              | yaz de Tawellemet = yaz d'arpó                        |
| U+2D65 | ⵥ      | ⵥ       | ẓ              | ﻈ              | yaẓ                                                   |
| U+2D6F | ⵯ      | ⵯ       | +w             | ۥ+             | Senyal de labiovelarització = Tamatart = <super> 2D61 |

| Codi          | Lletra | Unicode | Transliteració | Transliteració | Nom  |
| Codi          | Lletra | Unicode | Llatí          | Aràbic         | Nom  |
| ------------- | ------ | ------- | -------------- | -------------- | ---- |
| U+2D5C U+2D59 | ⵜ · ⵙ  | ⵜⵙ      | ts             | تس             | yats |
| U+2D37 U+2D63 | ⴷ · ⵣ  | ⴷⵣ      | dz             | دز             | yadz |

| Codi          | Lletra | Unicode | Transliteració | Transliteració | Nom  |
| Codi          | Lletra | Unicode | Llatí          | Aràbic         | Nom  |
| ------------- | ------ | ------- | -------------- | -------------- | ---- |
| U+2D5C U+2D5B | ⵜ · ⵛ  | ⵜⵛ      | ch (tš)        | تش             | yatš |
| U+2D37 U+2D4A | ⴷ · ⵊ  | ⴷⵊ      | dj             | دج             | yadj |